# T.: The Terrestrial
T.: The Terrestrial (рус.  «Обитатель Земли») — 16 эпизод 7 сезона мультсериала «Футурама». Североамериканская премьера состоялась 26 июня 2013.

## Сюжет
Нднд заставляет своего мужа Лррра (правителя планеты Омикрон Персей VIII), который всё время только смотрит телевизор, заняться воспитанием их сына Джррра. Лррр решает помочь Джррру заработать скаутский значок за завоевание планеты, хотя самого Джррра это мало интересует. Вдвоём они отправляются на Землю и быстро её захватывают, к тому же Джррр ещё и уничтожает безголовое тело вице-президента. Разъяренный Ричард Никсон вводит торговое и культурное эмбарго против Омикрона Персея VIII, а также берёт планету в военную блокаду. Но как раз в этот время профессор Фарнсворт, у которого начался приступ артрита, отправляет команду «Межпланетного Экспресса» на блокадный Омикрон Персей VIII, чтобы добыть главный ингредиент настойки «Хорошие новости», необходимой ему для лечения, — «священный сорняк Омикрона». Команде удаётся проникнуть на планету. Тут же выясняется, что благодаря электрическому полю Бендера трава начинает светиться, это позволяет команде собрать нужное количество травы. В этот момент их едва не находят омикронианцы, но всей команде, кроме отставшего Фрая, который засмотрелся на дворец Лррра и которого Бендер не предупредил об опасности (хотя они заранее договаривались), удаётся добежать до корабля и скрыться.
Вскоре Фрая находит Джррр, и между ними зарождается дружба. Джррр прячет Фрая у себя в спальне, кормит своими экскрементами, которые выглядят как разноцветные конфетки, и даёт Фраю имя — Д (от «дерьмоед»). Однако Фрай очень скучает по Земле и друзьям. Джррр решает помочь своему «питомцу»: он отвозит Фрая в место, где есть различные антенны и устройства связи, из которых Фрай составляет слово «SOS».
Тем временем на Земле Бендер, испытывая вину за исчезновение Фрая, скрывает от всех его исчезновение и заставляет Лилу и остальных членов «Межпланетного Экспресса» думать, что Фрай рядом с ними. Для этого он использует записанное на автоответчике сообщение Фрая, которое он включает по отрывкам, комбинируя из них слова и предложения. Ему даже приходится под видом Фрая заняться сексом с Лилой в тёмном чулане. Но однажды ночью Бендер видит сигнал бедствия Фрая, после чего, угнав корабль Межпланетного Экспресса, он отправляется на Омикрон Персей VIII.
Лррр случайно находит Фрая и приказывает Джррру его убить, однако Джррр вместо этого спасает Фрая, и вместе они сбегают, но Фраю от слишком большого количества съеденных фекалий Джррра становится плохо. Джррр едет к ветеринару, который даёт Фраю тот самый «священный сорняк». В больнице появляется Лррр, который вновь приказывает Джррру убить Фрая, но Джррр заявляет отцу, что не хочет быть таким же жестоким, как он. Его поступок вызывает одобрение со стороны Лррра. Однако Фрай всё же умирает. Джррр и Лррр его оплакивают, но тут появляется Бендер, электрическое поле которого заставляет траву в желудке Фрая светиться и полностью излечить его. Фрай прощается с Джррром, после чего вместе с Бендером возвращается на Землю.

## Изобретения будущего
Велосипед, работающий на силе любви, — выглядит как обычный велосипед, который может летать, для этого нужно во время полёта кого-то любить, и чем сильнее, тем выше летит велосипед.

## Интересные факты
- Этот эпизод получил новую короткую заставку, в которой возобновился показ на экране ретро-мультфильмов.
- Во время экспедиции на Омикрон Персей VIII Бендер упоминает первый закон робототехники, обещая Фраю предупредить его об опасности. Но режиссеры вырезали появление неизвестного актера который с криком говорит "Врет он все!", намекая что Бендер нарушает законы робототехники ради своего удовольствия.
- Судя по всему, у людей и омикронианцев кровь разного цвета, так как Джррр говорит, что пьёт каждый день «красный сок», которым наполнен Фрай.